# حميص
الحميص أو الحميس طبق من المطبخ الجزائري. ويعرف بالحرور، ويعرف في مناطق أخرى بالمدقوقة ويعد أحد أبرز المقبلات بالمائدة الجزائرية.
يتكوّن هذا الطبق من الفلفل على نوعيه الحار والحلو بالإضافة إلى الطماطم، الثوم، الزيت والملح. ويؤكل عادةً بارد أو ساخن مع الخبز أو الكسرة.
يحتوي هذا الطبق على عدد قليل من السعرات الحرارية معظمها يعود إلى استخدام زيت الزيتون الذي يشكل 20غ تقريباً من الدهون في كل وجبة ولكن معظمها دهون غير مشبعة يمكن أن تخفف من خطر الإصابة بأمراض القلب والجلطة.